# ۲۵۴ (قمری)
۲۵۴ (قمری)، دویست و پنجاه و چهارمین سال در گاهشماری هجری قمری است. اول محرم این سال برابر با پنجم ژانویه سال ۸۶۸ میلادی است.

## درگذشتگان
- ۳ رجب: علی النقی امام دهم شیعیان.

## وابسته
- حسن عسکری